# Historia ortografii polskiej

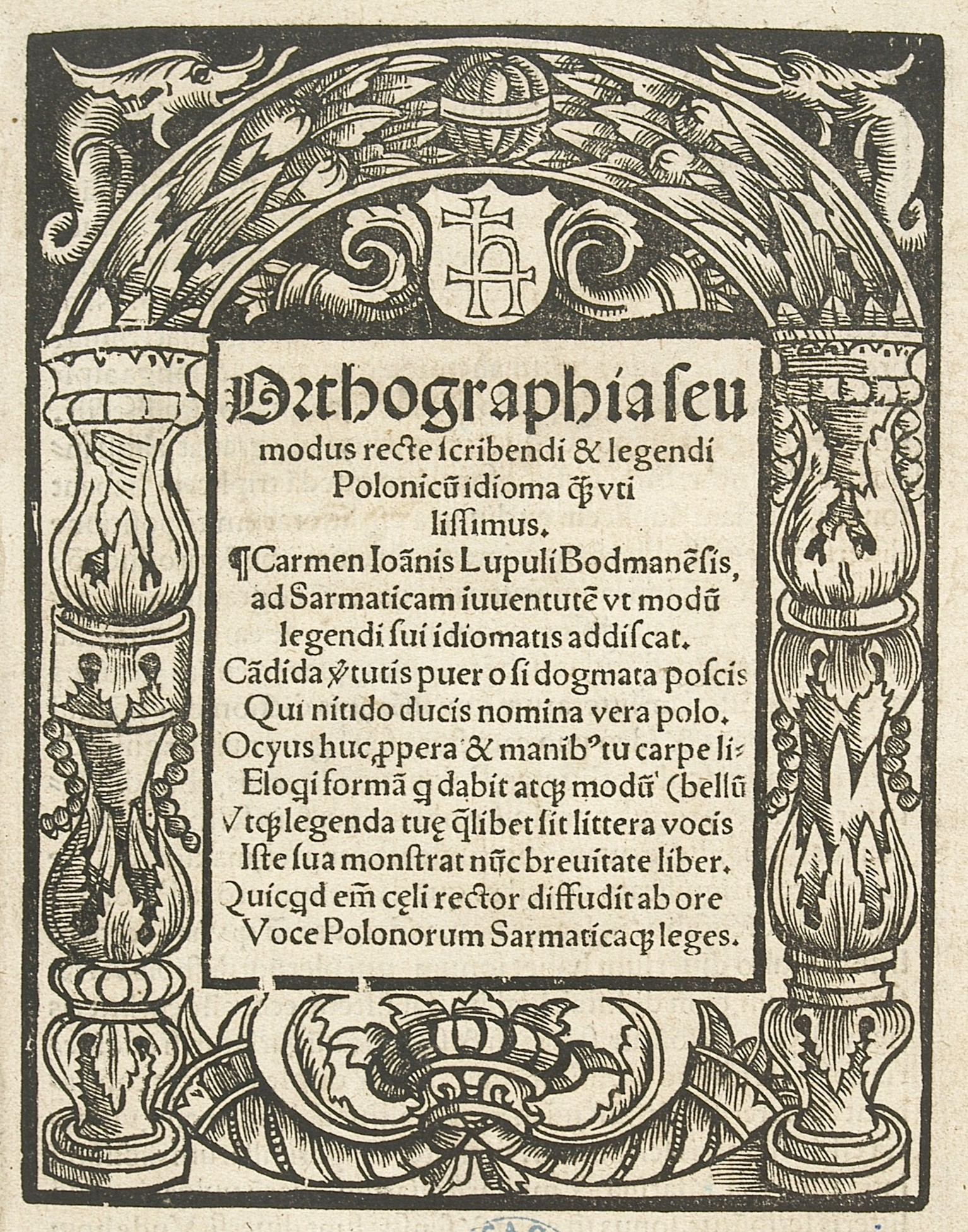
Strona tytułowa dzieła Ortographia autorstwa Stanisława Zaborowskiego, wydanie z 1518

Historia ortografii polskiej – Polacy w XII wieku przyjęli alfabet łaciński. Zasób łacińskich liter nie był jednak wystarczający do oznaczenia wszystkich polskich głosek – zabrakło ich dla spółgłosek średniojęzykowych ciszących (pisanych dziś ć, ś, ź), samogłosek nosowych (pisanych dziś ą, ę), a także spółgłosek dziąsłowych szumiących (pisanych dziś cz, sz, ż). Kilka liter łacińskich okazało się natomiast zbędnych (q, x, v).
Adaptacja nowego alfabetu nastręczała ogromne trudności. Dzięki pracy skrybów, pracujących w kancelariach państwowych i kościelnych oraz w klasztornych skryptoriach, ukształtowały się polskie konwencje ortograficzne. W tej praktyce skryptorialnej ucierały się najstarsze, a także międzydzielnicowe zasady pisowni. Ewolucja ortografii trwa do najnowszych czasów.

## Staropolskie początki ortografii (XII–XV w.)
W pierwszej, najstarszej fazie (tzw. pisowni niezłożonej) próbowano poprzestać na literach łacińskich. W tych warunkach jedna litera łacińska mogła mieć kilka różnych wartości głoskowych, np.:
- litera c oznaczała c, č, k
- litera z oznaczała ś, z, ź, ž.

To nie wystarczało i trzeba było wprowadzić do użytku nowe znaki pojedyncze. Chętniej jednak uciekano się do kombinacji liter łacińskich. Różni pisarze i kopiści radzili sobie po swojemu z przystosowaniem alfabetu łacińskiego. W ówczesnych warunkach oświatowych i kulturalnych nie wypracowano jednak ogólnie obowiązującej normy zapisu. Na ówczesną ortografię polską oddziaływały też nieraz rozbieżne wpływy czeskie i niemieckie.
Oto przykłady najdawniejszej pisowni na podstawie bulli gnieźnieńskiej z r. 1136 i Kazań świętokrzyskich (XIII – XIV w.):
| Głoska                   | Sposób zapisywania              | Przykłady                                                                                   |
| ------------------------ | ------------------------------- | ------------------------------------------------------------------------------------------- |
| Samogłoski nosowe (ą, ę) | am, an, e, em, en, o, um, un, ꟁ | Dambnizia (=Dębnica), Chrustov (=Chrząstów), Lunciz (=Łęczyca), sꟁ (=się), sa (=są)         |
| ć                        | c, ch, cz, t                    | Chotan (=Chocian), cynich (=czynić), czyalo (=ciało)                                        |
| č (dzisiejsze cz)        | c, ch, che                      | Lunciz (=Łęczyca), Bichek (=Byczek), rech (=rzecz), uciny (=uczyni)                         |
| dz                       | c, cz, dz, z                    | Zeraz (=Sieradz), drudzi (=drudzy), doracy (=doradzi), pyenyącz (=pieniądz)                 |
| i                        | i, y                            | faly (=chwali), ubogy (=ubogi)                                                              |
| j                        | g, i, j, y                      | ienze, iaco (=jako), Voibor                                                                 |
| k                        | c, ck, k                        | Cochan (=Kochan), Curassek (=Kurasek), ktore (=które), taco (=tako), peckle (=piekle)       |
| ř (dzisiejsze rz)        | r, rz                           | Krisan (=Krzyżan), przichodzi (=przychodzi), grzechow (=grzechów)                           |
| s                        | s, ss, z                        | gloz (=głos), gest, sstokrocz (=stokroć)                                                    |
| ś                        | s, sch, ssy, sy                 | swyata (=świata), swyeczską (=świeczką), prossycz (=prosić), syadl (=siadł)                 |
| š (dzisiejsze sz)        | s, sch, ss, sz                  | Calis (=Kalisz), Gneuos (=Gniewosz), schuka (=szuka), napelnysz (=napełnisz), masch (=masz) |
| t                        | t, th                           | themu (=temu), thu (=tu)                                                                    |
| u                        | u, v                            | trvdnem, uznaie (=uznaje), vczil (=uczył), Bogvmil (=Bogumił)                               |
| w                        | u, v                            | Vsemir, vmoch (=w moc), pouaba                                                              |
| y                        | i, y                            | gdi (=gdy), przigani (=przygani), cynili (=czynili)                                         |
| ź                        | sy, z, zy                       | zyemya (=ziemia), priiazny (=przyjaźń)                                                      |
| ž (dzisiejsze ż)         | s, z                            | yze (=iże), urazonego (=urażonego)                                                          |

Wymieniona bulla zawiera 410 nazw własnych miejscowości i osób, co pozwoliło na ustalenie sposobu zapisywania występujących w tekście polskich głosek przy pomocy liter alfabetu łacińskiego. Można jednak zaobserwować pewną niejednolitość odwzorowywania polskich głosek. Rękopisy większych zabytków wykonywało nieraz kilku pisarzy lub kopistów, stosujących własną pisownię, własne przyzwyczajenia i zasady. Tak więc odczytywanie tych tekstów odbywa się metodą kontekstualną, tj. poprzez niejako wtórne rozpoznawanie znaczenia poszczególnych znaków na bazie indywidualnej pamięci językowej. W polszczyźnie średniowiecznej występowały dwie samogłoski nosowe identyczne co do barwy (najprawdopodobniej było to [ą]), ale różne co do długości, a więc [ą] krótkie i [ą] długie. Onaczało się je literą ꟁ, której kształt jednak nie był jednakowy pomiędzy tekstami, np. wahał się od przypominającej greckie φ (w Kazaniach Świętokrzyskich) do przypominającej ѻ (w Psałterzu Floriańskim). Znak ꟁ na oznaczenie nosówek, dość zwykły w pierwszej połowie XV w., wystąpił po raz ostatni w Biblii szaroszpatackiej, a pod koniec wieku zupełnie wyszedł z użycia.
Około r. 1440 Jakub Parkoszowic przygotował w rękopisie pierwszy traktat o ortografii polskiej. Wiele wieków później był on kilkakrotnie drukowany pod tytułem Jakóba syna Parkoszowego Traktat o ortografii polskiej. Uczony opracował kompletny system zapisu spółgłosek miękkich i twardych oraz występujących ówcześnie w języku polskim samogłosek krótkich i długich, posługując się przykładami 590 wyrazów tekstowych. Jego wysiłek szedł w kierunku ustalenia odrębnych liter lub zestawów liter dla każdego fonemu. Jednak błędy notacji, popełnione być może przez niezaznajmionych z tematem przepisywaczy, obniżają nieco przejrzystość tego zachowanego w jednym egzemplarzu rękopisu. Stąd dzieło Parkoszowica nie stało się wystarczająco popularne, aby mieć wpływ na rozwój polskiej ortografii.
Oto przykłady innowacji, jakie proponował:
- a: a, np. tak
- ą: ꟁ, np. pissꟁc (=pisząc), xꟁꟁdz (=ksiądz)
- ā: aa, np. Adaam, daal
- ć: ç, np. pissaç (=pisać), meeç (=mieć)
- č: cz, np. czas
- e: e, np. ne (=nie)
- ę: ą, np. bądzie, gązik (=język)
- ē: ee, np. gee (=je), umee (=umie)
- f: ff, np. ffitaa (=chwyta)
- j: g, np. pige (=pije), gestli (=jest li)
- ō: oo, np. othoosz (=otóż), mood (=miód)
- ū: uu, np. kaptuur, kuur
- ź: zz, np. zzima, z zolo (=zioło)
- ž: sz, np. tesz, szak (=żak), kaszde.

## Ortografia doby średniopolskiej

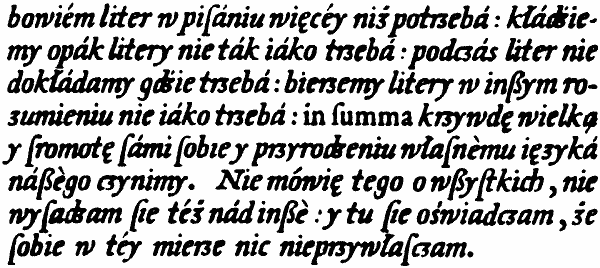
Nowy karakter polski z 1584 roku, w odmianie pochyłej

W okresie tym powstało wiele prac o charakterze ortograficzno-normatywnym w postaci osobnych traktatów. Na ten wiek przypada też rozpowszechnienie się druku. Pisownia pierwszych druków była tak samo chwiejna i niekonsekwentna, jak w średniowieczu. W dużej mierze zależała od zwyczajów i upodobań piszącego, a zwłaszcza drukarza.
Podczas pierwszych dziesięcioleci XVI w. krakowscy drukarze czynili wyraźne wysiłki, aby uprościć oraz ujednolicić pisownię. Przede wszystkim podjęli próby ograniczenia wielofunkcyjności tej samej litery. Nie od razu to się powiodło. Nie wszyscy chcieli stosować te same zasady, dochodziły też do głosu zabiegi konkurencyjne.
- Istotnym postępem było odróżnianie a jasnego od pochylonego za pomocą liter a i á.
- Odróżniono l od ł.
- Głoskę v oddano przez w, natomiast f rozmaicie: f, ff, ph.
- Litera s zaczęła oznaczać tylko s, litera ś tylko ś.
- Dwuznak sz zaczął oznaczać tylko š, dwuznak cz i cż – tylko głoskę č, a litera c – głoskę c.
- Ustaliło się użycie litery z dla głoski z, litery ż – dla głoski ž, połączeń zi, zy, źi przed samogłoskami, a z lub ź przed spółgłoskami dla głoski ź.
- Poszukiwano sposobu odróżnienia spółgłosek wargowych i wargowo-zębowych b, f, m, p, w twardych od ich odpowiedników zmiękczonych, przez różne zastosowanie dodanych liter i, y.
- Próbowano wprowadzić ład w użyciu liter wielkich i małych oraz pisaniu łącznym i rozłącznym wyrażeń przyimkowych i niektórych formacji przedrostkowych. Nie rozróżniano natomiast form narzędnika i miejscownika l. poj. i narzędnika l. mn. deklinacji zaimkowo-przymiotnikowej, pisząc końcówki tych przypadków -im, -ym oraz -imi, -ymi.

Obok tych praktycznych rozwiązań trudności graficznych i ortograficznych obecne były także próby teoretycznego uporania się z nimi, tzn. normatywnego ustalenia ogólnie zaleconych zasad pisowni.
Stanisław Zaborowski jest autorem pierwszego drukowanego po łacinie traktatu o ortografii polskiej pt. Ortographia seu modus recte scribendi et legendi Polonicum idioma quam utilissimus (ok. 1513 r.). Przedstawił w nim własne pomysły oznaczania samogłosek jasnych i pochylonych, obu nosówek, spółgłosek miękkich i zmiękczonych, ciszących i szumiących. Proponował m.in. wprowadzenie litery ī na oznaczenie głoski y (np. sīna-syna), ď na oznaczenie głoski dz oraz stawianie pojedynczych lub podwójnych kropek nad literami b, c, d, k, p, s, v i w na oznaczenie ich miękkości.
Zaborowski opracował swój traktat prawie wyczerpująco i konsekwentnie. Choć jednak ukazał się on w latach 1513–1564 w jedenastu przedrukach, jego projekt nie znalazł w praktyce zastosowania. Stanowił zbyt śmiałe naruszenie tradycji, a z powodu obfitości znaków diakrytycznych był dla piszącego zbyt trudny.
Następną pracą, będącą jakby syntezą usiłowań i prób uporządkowania ortografii polskiej 1. połowy XVI w., jest Ortografia polska. To iest nauka pisania i czytania języka polskiego, ile Polakowi potrzeba, niewielem słów dostatecznie wypisana Stanisława Murzynowskiego z 1551 roku. Propozycje Murzynowskiego na temat sposobu pisania poszczególnych głosek były bardzo zbliżone do stanu dzisiejszego. Różny jest tylko sposób zapisu spółgłosek miękkich (umieszczanie kreseczki nad literami b, m, p, w) oraz wprowadzenie znaków na określenie a pochylonego oraz e pochylonego.
Dźwięczność i bezdźwięczność spółgłosek Murzynowski oznaczał na podstawie etymologicznej, tak jak współcześnie. Zdarzały się jednak odchylenia ku pisowni fonetycznej, np. stąt, tész, zarás, obrás, rozżekł itd. Mimo to zasługa Murzynowskiego w rozwoju ortografii polskiej jest niewątpliwa.
W ramach ustalającego się nowego systemu graficzno-ortograficznego mieściły się informacje P. Statoriusa-Stojeńskiego w rozdziale De literarum potestate et genuina earum pronunciatione jego gramatyki z roku 1568. Stojeński odróżniał a jasne (np. bábá, spáć, moiá) od a pochylonego (np. pan, sad, ma). Nie uwzględniał tej różnicy przy e, chociaż zdawał sobie sprawę z odmiennego brzmienia. Nie zalecał także odróżniania w piśmie o jasnego od pochylonego, pisząc obie te głoski przez o (np. głod, wod, rod), co prawda z zaznaczeniem, że niektórzy zaczęli niedawno o pochylone odróżniać za pomocą kreski umieszczonej nad literą o. Przestrzegał przed graficznym mieszaniem samogłoski i z samogłoską y. Ale literą y oznaczał w wygłosie głoskę j, np. pokoy, moy, twoy.
W roku 1594, ukazała się publikacja Nowy karakter polski Jana Januszowskiego, zawierająca trzy projekty graficzno-ortograficzne. Przedstawiony jest w trzech „obiecadłach”: Jana Kochanowskiego, Łukasza Górnickiego i Jana Januszowskiego.
Najbliżej ustalającego się sposobu pisania był Januszowski, a najbardziej się od niego oddalał Górnicki, toteż jego projekty nie odegrały w przyszłości żadnej roli. Owe alfabety są opatrzone uwagami objaśniającymi różnice w szczegółach oraz wskazówki poprawnego pisania trudniejszych form i wyrazów. Wszystkie te wskazówki dotyczyły niemal wyłącznie kształtu liter dla izolowanych głosek. Natomiast zagadnień ściśle ortograficznych, jak należy pisać poszczególne wyrazy, zwłaszcza kiedy je pisać razem, kiedy osobno, w jakim zakresie uwzględniać w piśmie procesy różnych upodobnień w mowie, czy opierać się na zasadzie fonetycznej czy etymologicznej, jaka ma być interpunkcja itp., prawie nie poruszają.
Samodzielne i w wielu szczegółach odrębne stanowisko w sprawach ortografii zajął Grzegorz Knapski. Zasadniczo i starannie odróżnił i od y; j oznaczył literą i przed samogłoską, literą y przed spółgłoską i na końcu wyrazu. O pochylone pisał najczęściej przez ó, rzadko ou; odróżnił a jasne od pochylonego, zgodnie z panującym zwyczajem, literami a i á. W swoich założeniach teoretycznych był zwolennikiem zbliżenia pisowni do żywej mowy, czyli pisowni fonetycznej. Dlatego dopuszczał oboczność ortograficzną: lucki i ludzki, porażká i poraszká, szlachcic i ślachcić, kopam i kopię. Ale ten postulat nie był ani konsekwentny, ani ściśle przestrzegany i nie ostał się rozwoju polskiej ortografii. Przyjęła się natomiast inna, na tamte czasy postępowa innowacja Knapskiego. Mianowicie zaczęto pisać wyrazy obce wedle ich polskiego brzmienia, a więc filozof, pedagog, komisarz. Różni gramatycy XVII i XVIII wieku powoływali się na wskazówki ortograficzne Knapskiego i w różnych szczegółach go naśladowali, lecz na nowopolską postać ortografii jego wpływ okazał się niewielki.
Te tendencje graficzne i ortograficzne, które się przeważnie już upowszechniły w praktyce drukarskiej 2. połowy XVI w., trwały i ustalały się bez większych zmian w ciągu reszty doby średniopolskiej.

## Ortografia doby nowopolskiej

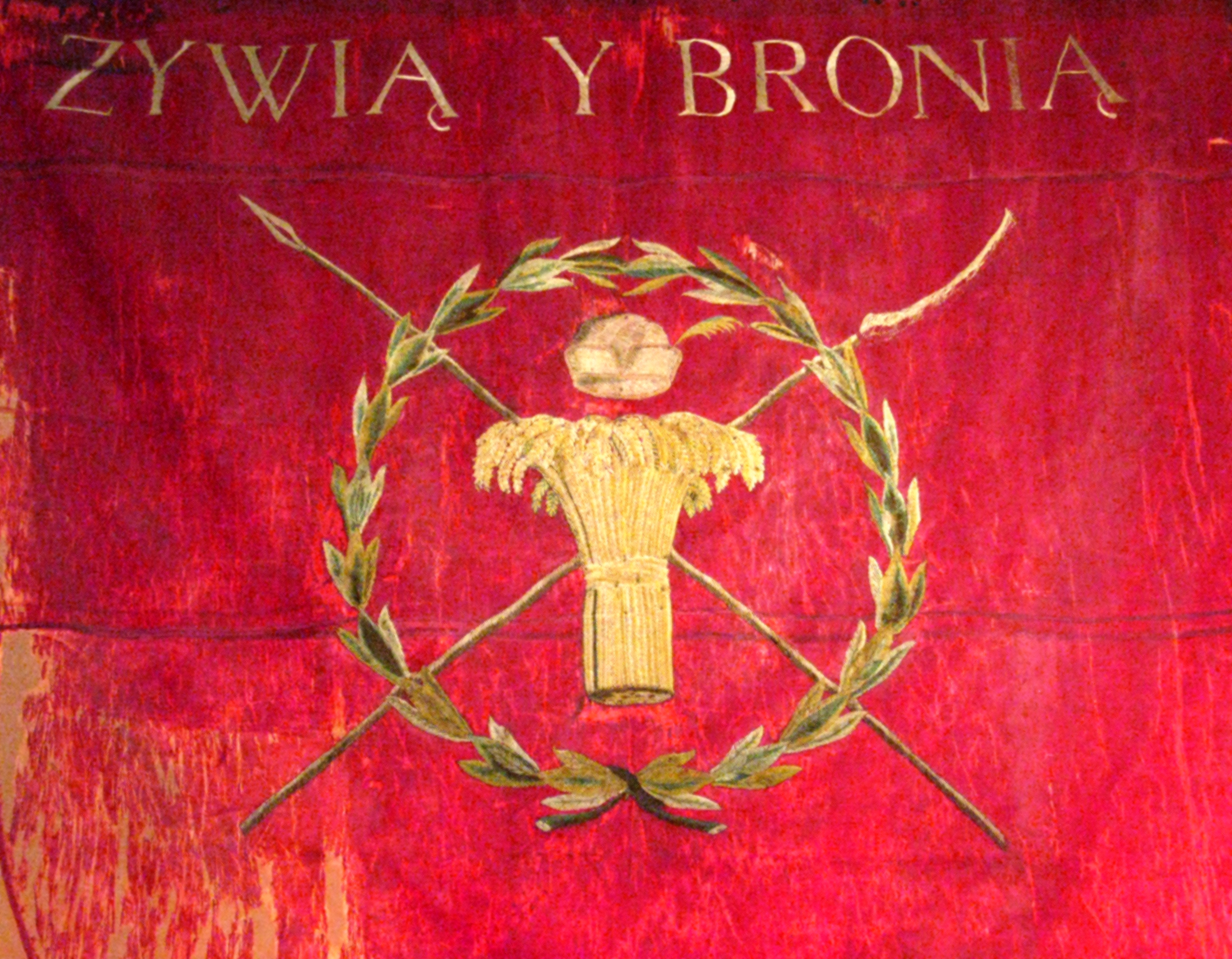
Chorągiew z 1794 roku

Na progu doby nowopolskiej sprawami ortografii zajął się Onufry Kopczyński. Właściwie nie dokonał on żadnej reformy, tylko ustalił dawną tradycję. Wprowadził na nowo litery á i é, a ich stosowanie było niezmiernie trudne. Wynikało to z nieistniejących już w żywej mowie różnic iloczasowych. Interpunkcja (a zwłaszcza przecinek) opierała się u niego na podstawie wymawianiowo-rytmicznej, a nie logicznej. Dzięki jego Gramatykom dla szkół narodowych z roku 1778, 1780 i 1783 doszło do skutku pewne ujednolicenie i ustalenie zasad, które jednak nie nabrało mocy powszechnie obowiązującej.
W 1816 r. głos zabrał Alojzy Feliński w pracy pt. Przyczyny używanej przeze mnie pisowni. Feliński odrzucił kreskowane á, natomiast zachował é i ó. Zalecił także pisownię wyrazów być, kłaść, wieść, a na miejscu dawniej używanych i i y wprowadził j (np. kraj, jajko, moje zamiast kray, iayko, moie).
Także Towarzystwo Przyjaciół Nauk w Warszawie zajęło się sprawą pisowni. W roku 1814 powołano deputację, do której należeli: Wojciech Szwejkowski, Ludwik Osiński, Feliks Bentkowski, Jan Kruszyński, Kazimierz Brodziński i Józef Mroziński. Po bardzo długich obradach w 1830 r. Deputacja ogłosiła Rozprawy i wnioski o ortografii polskiej. Jednak wypadki polityczne utrudniały spopularyzowanie tych wskazań, przez co panowało zamieszanie – autorzy podręczników gramatyki, czytania i pisania wprowadzali bowiem własne zasady. Stosunkowo najszerzej przyjęły się przepisy Antoniego Małeckiego, którego gramatyka szkolna obowiązywała od 1863 r. w szkołach galicyjskich.
W 1890 r. Akademia Umiejętności powołała do życia Komisję ortograficzną, składającą się w połowie z językoznawców, w połowie z przedstawicieli różnych gałęzi nauki i piśmiennictwa. Już w rok później Akademia ogłosiła swoje uchwały. Zostały one powzięte większością głosów, przy czym właśnie językoznawcy zostali przegłosowani. Wskutek tego Jan Baudouin de Courtenay, Aleksander Brückner, Antoni Kalina i Jan Karłowicz zgłosili umotywowany protest, odczytali go na Zjeździe literackim we Lwowie w 1894 r. i ogłosili drukiem w „Pracach Filologicznych” w 1895 roku.
Do porozumienia próbowano doprowadzić na Zjeździe historyczno-literackim im. Mikołaja Reja w roku 1906. Sekcja ortograficzna zjazdu pod przewodnictwem B. de Courtenaya, przyjęła prawie w całości nowe uchwały Komisji Językowej Akademii Umiejętności.
Uchwalono wtedy m.in.:
1. ja zamiast wcześniejszych ia, ya, ale tylko w końcowych zgłoskach, dopuszczając w innych pozycjach pięć różnych sposobów pisania;
2. gie, nie ge;
3. -im, -ym oraz -imi, -ymi obok -emi;
4. pisownia wyrazów: biec, móc, rzekszy, zjadszy.

Nie rozstrzygnięto jednak wszystkich kwestii.

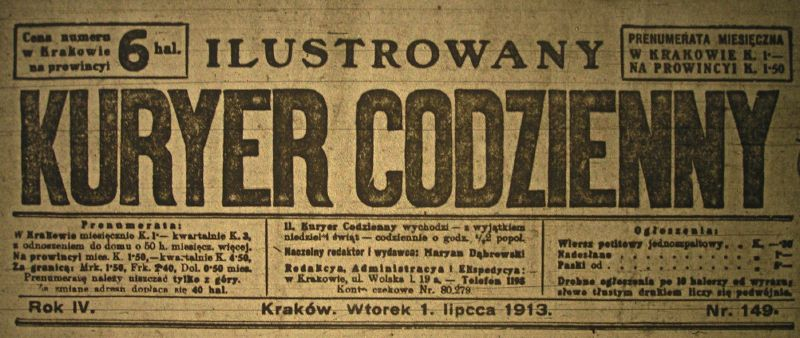
Fragment gazety z 1913 roku

W 1916 r. Tymczasowa Rada Stanu, uznawszy sprawę ustalenia pisowni polskiej za bardzo pilną, poprosiła Akademię o jej uregulowanie. Z powodu pośpiechu nie można było wysłuchać opinii wszystkich zainteresowanych i 17 lutego 1917 r. uchwalono Zasady.
Niemal natychmiast Towarzystwo dla Popierania Nauki Polskiej we Lwowie zorganizowało opozycję, opracowało własne zasady i wystąpiło z nimi przeciw nowym uchwałom Akademii. Wobec tego Walne Zebranie członków Akademii w maju 1917 r. zawiesiło lutowe ustawy i oddało sprawę ortografii Wydziałowi Filologicznemu, który miał wezwać do współpracy wszystkie towarzystwa naukowe. W styczniu 1918 r. odbyło się posiedzenie plenarne, którego uchwały i wskazówki, uzupełnione dodatkowymi wyjaśnieniami i postanowieniami Wydziału i Komisji Językowej, zostały zawarte w Głównych zasadach pisowni i ostatecznie przyjęte w czerwcu 1918 roku.
Główne postanowienia były następujące:
1. w wyrazach obcych pisze się j po spółgłosce w zgłoskach niepoczątkowych;
2. zachowuje się rozróżnienie końcówek -em, -emi, -ym, -ymi wedle końcówki odnośnego mianownika;
3. pisze się ke, ge w obcych wyrazach, a kie, gie w odczuwanych jako rodzime;
4. pisownia takich wyrazów jak: móc, zjadłszy.

Pisownia i uchwały wtedy podjęte nie doczekały się powszechnego przyjęcia. Wielu językoznawców znów było przeciwnych, a w praktyce prawie w ogóle się ich nie trzymano. Tak np. w prasie z 1923 r. można stwierdzić, że zaledwie 1/16 dzienników przestrzegała ortografii z 1918 r., przy czym żadne z pism opornych nie stosowało innej pisowni konsekwentnie, mieszając zasady z roku 1918 i 1891. Dużo niedostatków tkwiło w samych zasadach, sporo zagadnień i wątpliwości nadal było nierozstrzygniętych. Pokazały się też sprzeczności pomiędzy uchwałami a tym, co podawały ówczesne słowniki.
Następstwem tego stanu rzeczy był nadal zamęt i niezadowolenie. Pewne skutki żądań i narzekań ukazały się w 9. wydaniu akademickiej Pisowni polskiej z roku 1932. Wprawdzie nie przekroczono granicy uchwał z 1918 r., ale przeprowadzono niektóre uproszczenia w zasadach dzielenia wyrazów i usunięto sprzeczności przepisów ze słowniczkiem.
Próba rozwiązania problemu wywołała skutek wręcz przeciwny; posypały się zarzuty, skargi, narzekania, między innymi na innowacje i stan ciągłej płynności pisowni. Z tego względu Akademia zwróciła się w 1934 r. do Ministerstwa z wnioskiem zwołania konferencji, która by mogła dokonać rewizji zasad z 1918 r. Ministerstwo zgodziło się, żądając uporządkowania i uproszczenia pisowni.
Powołano do życia Komitet Ortograficzny, składający się z 27 członków: przedstawicieli ministerstwa, Polskiej Akademii Literatury, Akademii Nauk Technicznych, towarzystw naukowych, towarzystw nauczycielskich, Polskiej Akademii Umiejętności i jej Wydziałów, związków dziennikarzy i wydawców. Przewodniczył Jan Rozwadowski, a po jego śmierci Kazimierz Nitsch; referentem generalnym był Zenon Klemensiewicz. Obrady Komitetu trwały od stycznia 1935 do czerwca 1936 roku.

### Reforma ortografii
Najważniejszymi postanowieniami nowej pisowni z roku 1936 były:
1. Wyrazy typu Maria pisze się przez i, z wyjątkiem po c, s, z (np. Francja, pasja, diecezja).
2. Pisze się tylko -ym, -ymi.
3. Obce ke pisze się przez kie, obce ge przez ge.
4. W pisaniu łącznym lub rozłącznym zasadniczo przeważa pisanie rozłączne, a sprawa znaczenia, dwuznaczności itp. nie może usprawiedliwiać wyjątków.

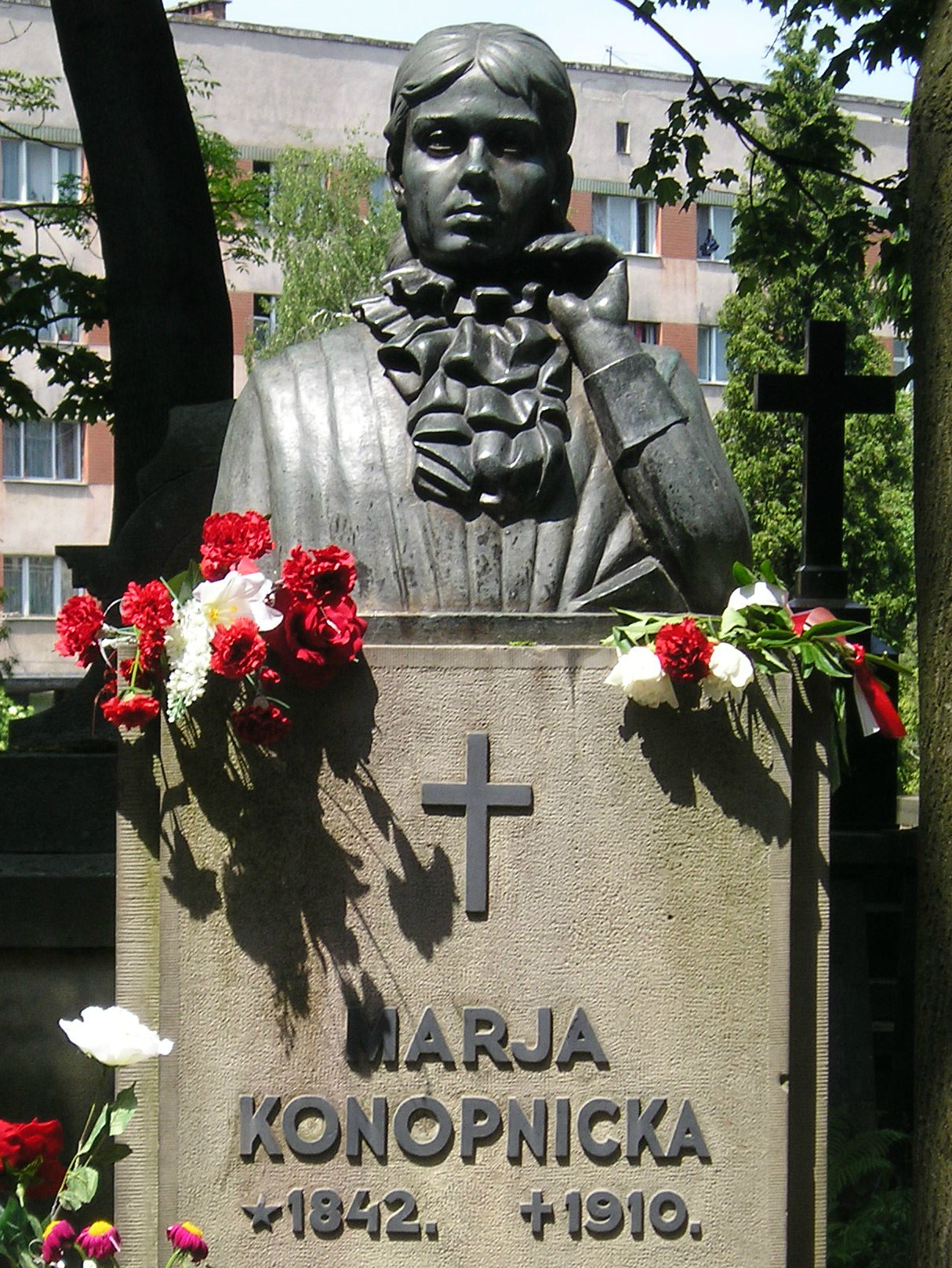
Nagrobek Marii Konopnickiej, zmarłej w 1910 roku

Uregulowano też sprawę wielkich i małych liter, pisownię nazwisk obcych oraz szerzej niż dotychczas potraktowano interpunkcję.
Po ogłoszeniu tych zasad nie obyło się bez sprzeciwów, zwłaszcza w kołach literatów i dziennikarzy słychać było głosy niezadowolenia, protestu, a nawet zorganizowania bojkotu. Z drugiej strony szkoły oraz instytucje rządowe przyjęły te zasady.
Prócz nielicznych szczegółów, które sam Komitet uznał za nadające się do dyskusji i ostatecznego rozstrzygnięcia, zagadnienie zostało rozwiązane.

### Zmiany pisowni po reformie 1936
Kolejne zmiany ortografii nastąpiły drogą publikowania kolejnych wydań Pisowni języka polskiego z 1936 roku ze zmianami wprowadzonymi przez Komisję Kultury Języka Komitetu Językoznawstwa PAN: wydanie XII – 1956, wydanie XIII – 1963 (dystrybucja wstrzymana decyzją Min. Oświaty), 1971 – drobne zmiany w pisowni wyrazów obcego pochodzenia, w 1975 w Słowniku ortograficznym języka polskiego wraz z zasadami pisowni i interpunkcji PWN opublikowanego pod redakcją prof. Mieczysława Szymczaka zachowano zmiany z 1971 i wprowadzono kilka nowych o drobniejszym znaczeniu.
Od lat 90. XX wieku zmiany w normatywnej pisowni wprowadzane są przez Radę Języka Polskiego przy Prezydium Polskiej Akademii Nauk i ogłaszane w komunikatach Rady Języka Polskiego i pismach specjalistycznych. Zmiany te zamieszczane są w kolejnych wydaniach słowników ortograficznych.
10 maja 2024 roku Rada Języka Polskiego wydała komunikat ws. reformy pisowni polskiej, którego załącznik stanowią Zasady pisowni i interpunkcji polskiej – pierwsze całościowe opracowanie zasad polskiej ortografii od 1963 roku. Chcąc umożliwić wdrożenie nowych zasad do obiegu wydawniczego, postanowiono o wejściu w życie nowych przepisów z dniem 1 stycznia 2026 roku.